# 関正生
関 正生（せき まさお、1975年7月3日 - ）は、日本の英語講師、YouTuber。埼玉県立浦和高等学校卒。1浪後、慶應義塾大学商学部に合格し、入学。大学2年次より慶應義塾大学文学部（英米文学専攻）に転部。唐須教光研究会に所属。1999年に慶應義塾大学文学部（英米文学専攻）を卒業。現在、スタディサプリ英語講師を務める。元東進ハイスクール、北九州予備校、秀英予備校、永田塾英語講師。TOEIC Listening & Reading Testで990点満点取得。

## 著書

### 単著
- 『関先生が教える 世界一わかりやすい 英文法の授業』
  - 中経出版、2008年2月1日 ISBN 9784806129462
  - KADOKAWA、2008年2月1日 ISBN 9784046025494
    - 「カラー改訂版」KADOKAWA、2018年5月19日 ISBN 9784046022882
- 『関先生が教える 世界一わかりやすい 英作文の授業』
  - 中経出版、2008年9月30日 ISBN 9784806131564
  - KADOKAWA、2008年9月30日 ISBN 9784046025197
    - 「カラー改訂版」KADOKAWA、2019年6月17日 ISBN 9784046043221
- 『関先生が教える 世界一わかりやすい 英会話の授業』
  - 中経出版、2009年3月 ISBN 9784806133100
  - KADOKAWA、2009年3月 ISBN 9784046026453
    - 「カラー改訂版」KADOKAWA、2019年10月19日 ISBN 9784046044815
- 『関先生が教える 世界一わかりやすい 英語の発音の授業』
  - 中経出版、2009年9月 ISBN 9784806134732
  - KADOKAWA、2009年9月 ISBN 9784046026330
    - 「カラー改訂版 CD付」KADOKAWA、2018年11月10日 ISBN 9784046040312
- 『関先生が教える 世界一わかりやすい 英単語の授業』
  - 中経出版、2010年6月22日、中経出版 ISBN 9784806137412
  - KADOKAWA、2010年6月22日 ISBN 9784046025647
    - 「カラー改訂版」KADOKAWA、2019年2月16日 ISBN 9784046040329
- 『世界一わかりやすい 早稲田の英語 合格講座』
  - 中経出版、2010年11月2日、中経出版 ISBN 9784806138761
  - KADOKAWA、2010年11月2日 ISBN 9784046025500
    - 「改訂版」KADOKAWA、2022年10月 ISBN 9784046048530
- 『世界一わかりやすい 慶應の英語 合格講座』
  - 中経出版、2010年11月2日、中経出版 ISBN 9784806138716
  - KADOKAWA、2010年11月2日 ISBN 9784046028631
    - 「改訂版」KADOKAWA、2020年11月20日 ISBN 9784046048554
- 『関先生が教える 世界一わかりやすい 英語の勉強法』
  - 中経出版、2011年6月14日、中経出版 ISBN 9784806140801
  - KADOKAWA、2011年6月14日 ISBN 9784046026507
    - 「改訂版」KADOKAWA、2016年5月12日 ISBN 9784046015969
    - 「カラー改訂版」KADOKAWA、2020年6月19日 ISBN 9784046047984
- 『大学入試 世界一わかりやすい 英文読解の特別講座』
  - 中経出版、2011年9月6日、中経出版 ISBN 9784806141631
  - KADOKAWA、2011年9月6日 ISBN 9784046025463
    - 「改訂版」KADOKAWA、2024年10月 ISBN 9784046069627
- 『関先生が教える 世界一わかりやすい 中学英語の授業』
  - 中経出版、2012年5月17日、中経出版 ISBN 9784806143840
  - KADOKAWA、2012年5月17日 ISBN 9784046025180
    - 「カラー改訂版」KADOKAWA、2020年2月15日 ISBN 9784046044822
- 『大学入試 世界一わかりやすい 英文法・語法の特別講座』
  - 中経出版、2012年7月10日、中経出版 ISBN 9784806144311
  - KADOKAWA、2012年7月10日 ISBN 9784046025456
    - 「改訂版」KADOKAWA、2024年10月 ISBN 9784046069610
- 『DVD付 英語を暗記しないでモノにする方法』
  - 中経出版、2012年12月18日 ISBN 9784806145974
  - KADOKAWA、2012年12月18日 ISBN 9784046026682
- 『大学入試 世界一わかりやすい英語の勉強法』中経出版、2013年4月1日 ISBN 9784806147015
  - 「改訂第2版」KADOKAWA、2022年8月26日 ISBN 9784046059574
- 『関先生が教える 世界一わかりやすい TOEICテストの授業』KADOKAWA
  - 「CD付  Part1-4 リスニング」2014年4月26日 ISBN 9784046002853
  - 「Part 5&6 文法」2014年4月26日 ISBN 9784046002860
  - 「Part 7 読解」2014年4月26日 ISBN 9784046002877
    - 『新形式問題対応 改訂版』KADOKAWA
    - 「CD2枚付 Part 1‐4 リスニング」2016年4月14日 ISBN 9784046016058
    - 「Part 5&6 文法」2016年4月14日 ISBN 9784046016041
    - 「Part 7 読解」2016年4月27日 ISBN 9784046016065
- 『世界一わかりやすい「目からウロコ」の英文法』ブックウォーカー、2015年2月26日
- 『丸暗記不要の英文法』研究社、2015年5月19日 ISBN 9784327764821
- 『関先生が教える 世界一わかりやすい TOEICテストの英単語』KADOKAWA、2015年5月20日 ISBN 9784046011084
- 『サバイバル英文法 「読み解く力」を呼び覚ます』NHK出版新書、2015年10月9日 ISBN 9784140884720
- 『大学入試 関正生のプラチナルール』KADOKAWA
  - 「英語長文」2015年11月19日 ISBN 9784046011541
    - 「改訂版」2025年2月 ISBN 9784046071538

  - 「発音・アクセント」2015年11月19日 ISBN 9784046011534 - 斉藤健一と共著
    - 「改訂版」2025年2月 ISBN 9784046071552

  - 「英作文」2016年11月18日 ISBN 9784046018144
    - 「改訂版」2025年2月 ISBN 9784046071569

  - 「リスニング」2016年12月9日 ISBN 9784046018137 - 土岐田健太と共著
    - 「改訂版」2025年2月 ISBN 9784046071460
- 『東大英語の核心』研究社、2016年4月19日 ISBN 9784327764838
- 『大学入試問題集 関正生の英語長文ポラリス』KADOKAWA
  - 「1　標準レベル」2016年8月19日 ISBN 9784046016898
  - 「2　応用レベル」2016年8月19日 ISBN 9784046016911
  - 「3　発展レベル」2016年8月19日 ISBN 9784046016904
  - 「0　基礎レベル」2023年2月 ISBN 9784046060761
- 『関先生が教える 世界一わかりやすい やりなおし中学英語』KADOKAWA、2017年3月15日 ISBN 9784046018731
- 『サバイバル英文読解 最短で読める！21のルール』NHK出版新書、2017年6月8日 ISBN 9784140885185
- 『大学入試問題集 関正生の英文法ポラリス』KADOKAWA
  - 「1　標準レベル」2017年7月22日 ISBN 9784046019264
  - 「2　応用レベル」2017年7月22日 ISBN 9784046019271
  - 「3　発展レベル」2017年7月22日 ISBN 9784046019288
  - 「0　基礎レベル」2023年2月 ISBN 9784046060778
- 『子どもの英語力は家で伸ばす 本物の英語が身につく最強の家庭学習法』かんき出版、2017年9月3日 ISBN 9784761272845
- 『核心のイメージがわかる！前置詞キャラ図鑑』新星出版社、2017年11月2日 ISBN 9784405011427
- 『CD2枚付 世界一わかりやすいTOEIC L&Rテスト総合模試1 [600点突破レベル] 』KADOKAWA、2018年5月19日 ISBN 9784046022059
- 『大学入試問題集 関正生の英語頻出問題ポラリス　熟語・多義語・語彙・会話・発音・アクセント』KADOKAWA
  - 「1　標準レベル」2018年8月25日 ISBN 9784046023902
  - 「2　応用レベル」2018年8月25日 ISBN 978-4046023995
- 『サバイバル英会話 「話せるアタマ」を最速でつくる』NHK出版新書、2018年10月11日 ISBN 9784140885659
- 『英単語Stock3000』文英堂、2018年12月15日 ISBN 9784578271413
- 『英単語Stock4500』文英堂、2018年12月15日 ISBN 9784578271420
- 『CD2枚付 世界一わかりやすいTOEIC L&Rテスト総合模試2 [800点突破レベル] 』KADOKAWA、2019年1月19日 ISBN 9784046022066
- 『TOEICテストTEPPAN英単語』KADOKAWA、2019年3月18日 ISBN 9784046024572
- 『核心のイメージがわかる！英文法キャラ図鑑』新星出版社、2019年3月29日 ISBN 9784405012370
- 『意外に知らない英文法のツボ10』アルク、2019年5月10日
- 『大学入学共通テスト 英語が1冊でしっかりわかる本』かんき出版、2019年7月13日 ISBN 9784761274306
- 『大学入試問題集 関正生の英文法ファイナル演習ポラリス』KADOKAWA
  - 「1　標準レベル」2019年11月9日 ISBN 9784046043726
  - 「2　応用レベル」2019年11月9日 ISBN 9784046043733
  - 「3　発展レベル」2019年11月9日 ISBN 9784046043719
- 『2020年大学入試 関正生が予想するFINAL時事英語』朝日出版社、2019年12月20日 ISBN 9784255011509
  - 『難関大合格に必須の最新テーマ20 FINAL時事英語 [新訂版]』朝日出版社、2020年11月11日 ISBN 9784255012063
  - 『FINAL時事英語 ver.3.0』朝日出版社、2024年11月 ISBN 9784255013787
- 『大学入学共通テスト突破演習 リスニング編』三省堂、2020年1月10日 ISBN 9784385261577
- 『関先生が教える 世界一わかりやすいTOEICテストの英文法』KADOKAWA、2020年2月22日 ISBN 9784046014573
  - 「改訂版」KADOKAWA、2022年9月2日 ISBN 9784046059826
- 『中学校3年間の英単語が1ヵ月で1000語覚えられる本』かんき出版、2020年4月3日 ISBN 9784761274856
- 『キモチを伝える仮定法』アルク、2020年5月8日
- 『小学校5年生の英語が1冊でしっかりわかる本』かんき出版、2020年9月9日 ISBN 9784761230104
- 『小学校6年生の英語が1冊でしっかりわかる本』かんき出版、2020年9月9日 ISBN 9784761230111
- 『大学入試問題集 関正生の英作文ポラリス』KADOKAWA
  - 「1　和文英訳編」2020年11月20日 ISBN 9784046047946
  - 「2　自由英作文編」2020年11月20日 ISBN 9784046047953
- 『関正生の TOEIC® L&Rテスト 文法問題 神速100問』ジャパンタイムズ出版、2020年12月4日 ISBN 9784789017749
- 『中学校3年間の英語表現500が1カ月で覚えられる本』かんき出版、2021年2月10日 ISBN 9784761230302
- 『たった5分で英語のやる気を上げる66の方法』新星出版社、2021年3月17日 ISBN 9784405012561
- 『関正生のThe Rules 英語長文問題集』旺文社
  - 「1　入試基礎」2021年7月19日 ISBN 9784010348550
  - 「2　入試標準」2021年7月19日 ISBN 9784010348567
  - 「3　入試難関」2021年7月19日 ISBN 9784010348574
  - 「4　入試最難関」2021年7月19日 ISBN 9784010348581
- 『改訂版 TOEICテストTEPPAN英単語』KADOKAWA、2021年12月24日 ISBN 9784046052568
- 『関正生の TOEIC® L&Rテスト 語彙問題 神速100問』ジャパンタイムズ、2022年1月31日 ISBN 9784789018081
- 『真・英文法大全』KADOKAWA、2022年3月30日 ISBN 9784046056191
- 『関正生のTOEIC L&Rテスト読解神速108問』ジャパンタイムズ、2022年11月 ISBN 9784789018210
- 『関正生のTOEIC L＆Rテストリスニング神速100問』ジャパンタイムズ、2022年12月 ISBN 9784789018227
- 『子どものサバイバル英語勉強術』NHK出版、2023年2月 ISBN 9784140886946
- 『大学入試 英単語 SPARTA』かんき出版
  - 「1　standard level 1000語」2023年3月 ISBN 9784761230821
  - 「2　advanced level 1000語」2023年3月 ISBN 9784761230838
  - 「3　mastery level 1000語」2023年3月 ISBN 9784761230845
- 『ネイティブが使っている43のテクニックで英語が楽しくなる！』高橋書店、2023年6月 ISBN 9784471113452
- 『関正生の英文解釈ポラリス』KADOKAWA
  - 「1　標準～応用レベル」2023年7月 ISBN 9784046062390
  - 「2　発展レベル」2023年10月 ISBN 9784046062406
- 『入試につながる本当の基礎力 大学入試 入門英文法の核心』KADOKAWA、2023年9月 ISBN 9784046064820
- 『CNNの生英語がわかる「丸暗記いらず」カクシン英文法』朝日出版社、2023年9月 ISBN 9784255013367
- 『気持ちを繊細に表すための英語の“感情動詞”51』かんき出版、2024年4月 ISBN 9784761277291
- 『前置詞 最強の教科書』KADOKAWA、2025年3月 ISBN 9784046069771

### 共著・監修
- 福崎伍郎『本当に英語の力をつけたい人のための TOEICテストの基本英文法』中経出版、2006年9月29日 ISBN 9784806125341
- 伊藤賀一『これまで誰も教えてくれなかった受験勉強をしなければいけない本当の理由』秀英予備校、2013年5月1日 ISBN 9784862620668
- 『改訂版 9割とれる 最強のセンター試験勉強法』KADOKAWA、2015年7月14日 ISBN 9784046007148 - 英語を担当
- カール・ロズボルド『TEAP攻略問題集』教学社、2015年9月5日 ISBN 9784325200505
- 『機動戦士ガンダムTHE ORIGINの英語』KADOKAWA、2015年11月12日 ISBN 9784046012760 - 英文解説
- 竹内健『CD付 世界一わかりやすい 英検3級に合格する授業』KADOKAWA、2015年12月10日 ISBN 9784046011909
- 竹内健『CD付 世界一わかりやすい 英検準2級に合格する授業』KADOKAWA、2015年12月10日 ISBN 9784046011893
- 竹内健『高校入試 関正生が教える 世界一わかりやすい中学英単語』KADOKAWA、2016年3月10日 ISBN 9784046010872
  - 桑原雅弘『高校入試世界一わかりやすい中学英単語 改訂版』KADOKAWA、2023年6月 ISBN 9784046062079
- 伊藤賀一『やる気が高まる！ 受験勉強をしなければいけない本当の理由』宝島社、2017年4月6日 ISBN 9784800270399
- 岡﨑修平『完全理系専用 英語長文スペクトル 大学受験』技術評論社、2017年8月26日 ISBN 9784774190747
- 竹内健『改訂版 CD付 世界一わかりやすい 英検3級に合格する授業』KADOKAWA、2017年12月9日 ISBN 9784046021281
- 竹内健『改訂版 CD付 世界一わかりやすい 英検準2級に合格する授業』KADOKAWA、2017年12月9日 ISBN 9784046021274
- 竹内健『高校入試 関正生が教える 世界一わかりやすい中学英単語 難関高校対策編』KADOKAWA、2018年2月17日 ISBN 9784046021267
  - 桑原雅弘『高校入試 世界一わかりやすい中学英単語 難関高校対策編 改訂版』KADOKAWA、2023年6月 ISBN 9784046062062
- 煙草谷大地『核心のイメージがわかる！動詞キャラ図鑑』新星出版社、2018年7月2日 ISBN 9784405011472
- 岡﨑修平『完全理系専用 英語長文スペクトル 基礎編』技術評論社、2018年10月5日 ISBN 9784297100711
- 竹内健『世界一わかりやすい 英検準2級の英単語』KADOKAWA、2018年12月15日 ISBN 9784046023926
- 竹内健『世界一わかりやすい 英検2級の英単語』KADOKAWA、2018年12月15日 ISBN 9784046024008
- 『中学英語のさきどりが7日間でできる本』KADOKAWA、2019年1月19日 ISBN 9784046040138 - 監修
  - 「改訂版」KADOKAWA、2024年12月 ISBN 9784046069429
- 竹内健『2019-2020年度用 CD2枚付 世界一わかりやすい 英検準2級に合格する過去問題集』KADOKAWA、2019年7月1日 ISBN 9784046040848
- 竹内健『2019-2020年度用 CD2枚付 世界一わかりやすい 英検2級に合格する過去問題集』KADOKAWA、2019年7月1日 ISBN 9784046040855
- 竹内健『2019-2020年度用 CD2枚付 世界一わかりやすい 英検準1級に合格する過去問題集』KADOKAWA、2019年7月1日 ISBN 9784046040862
- 竹内健『CD付 世界一わかりやすい 英検2級に合格する授業』KADOKAWA、2019年7月29日 ISBN 9784046040886
- イ・イクフン語学院『極めろ! リーディング解答力 TOEIC® L&R TEST PART 5&6』スリーエーネットワーク、2019年9月19日 ISBN 9784883196753
- 『パンダと犬といっしょにおさらい中学英語』かんき出版、2019年10月17日 ISBN 9784761274481 - 竹内健と共監修
- 煙草谷大地『大学入学共通テスト 突破演習 リーディング編』三省堂、2019年10月30日 ISBN 9784385261553
  - 『大学入学共通テスト 突破演習 リーディング編 第2版』三省堂、2022年11月 ISBN 9784385261836
- 煙草谷大地・桑原雅弘『完全理系専用 看護医療系のための英語』技術評論社、2019年11月8日 ISBN 9784297109912
- イ・イクフン語学院『極めろ!リーディング解答力 TOEIC® L&R TEST PART 7』スリーエーネットワーク、2019年12月25日 ISBN 9784883196760
- 『オニオンはアニャンと発音！カタカナ英語キャラクター図鑑』宝島社、2020年9月9日 ISBN 9784299008787 - 監修
- 桑原雅弘『大学入試 英作文が1冊でしっかり書ける本 和文英訳編』かんき出版、2021年2月10日 ISBN 9784761230296
- イ・イクフン語学院『極めろ! リスニング解答力 TOEIC® L&R TEST』スリーエーネットワーク、2021年3月25日 ISBN 9784883196777
- 桑原雅弘・カール・ロズボルド『関正生の TOEIC®︎ L&Rテスト 超速効!神ポイント100』ジャパンタイムズ、2022年9月12日 ISBN 9784789018203
- 桑原雅弘『関正生のTOEIC L&Rテスト神単語』ジャパンタイムズ、2023年2月 ISBN 9784789018555
- 桑原雅弘『本当の発音がわかるとリスニング力もアップする！発音キャラ図鑑』新星出版社、2023年7月 ISBN 9784405012745
- 桑原雅弘『大学入学共通テスト突破演習 リスニング編　第2版』三省堂、2023年11月 ISBN 9784385261843
- 桑原雅弘『はじめてのTOEIC L&Rテスト 全パート徹底攻略』ジャパンタイムズ、2024年4月 ISBN 9784789018777
- 桑原雅弘『関正生のThe Essentials 必修英文100』旺文社
  - 「英語長文 必修英文100」2023年7月 ISBN 9784010350270
  - 「英文法 必修英文100」2024年3月 ISBN 9784010350294
  - 「語法 必修英文100」2025年3月 ISBN 9784010354810
  - 「最難関レベル 英語長文 必修英文100」2025年7月 ISBN 9784010354827
- 桑原雅弘『スピタン888』アルク、2024年4月 ISBN 9784757440678
- 桑原雅弘『1日1枚！ 中学英文法 50日完成 トレー二ングプリン』スリーエーネットワーク
  - 「レベル1」2024年9月 ISBN 9784883199464
  - 「レベル2」2024年12月 ISBN 9784883199471
  - 「レベル3」2025年3月 ISBN 9784883199488
- 春原弥生『マンガで世界一わかりやすい英文法の授業』KADOKAWA、2025年3月 ISBN 9784046069115
- 桑原雅弘『世界一わかりやすいTOEIC L&R TESTの上級英単語』KADOKAWA、2025年6月 ISBN 9784046075468

### その他
- 『朝日ウイークリー』（2011年4月 - ）- 連載
- 『NHKラジオ基礎英語』（2017年4月 - ）- 連載
- 『CNN ENGLISH EXPRESS』（2019年4月 - ）- 連載

## 出演

### テレビ
- 有吉ジャポン（2016年7月22日、TBS）
- PON!（2017年3月16日、日本テレビ）

### CM
- スタディサプリ
- スタディサプリENGLISH